# Zinkwand
Die Zinkwand ist ein 2442 m ü. A. hoher Berg in den Schladminger Tauern auf der Grenze zwischen den österreichischen Bundesländern Steiermark und Salzburg. Der Berg verfügt über vormals reichhaltige Erzlagerstätten und wurde von der Antike an über mehrere Jahrhunderte hinweg durch mehr oder weniger intensive Bergbautätigkeit geprägt. Heute kann die Zinkwand auf einem vom ÖAV instand gesetzten Stollenlehrpfad durchquert werden. In Anlehnung an den Autobahntunnel wird der Zinkwandstollen gerne als „erster Tauerntunnel“ tituliert.

## Lage und Umgebung

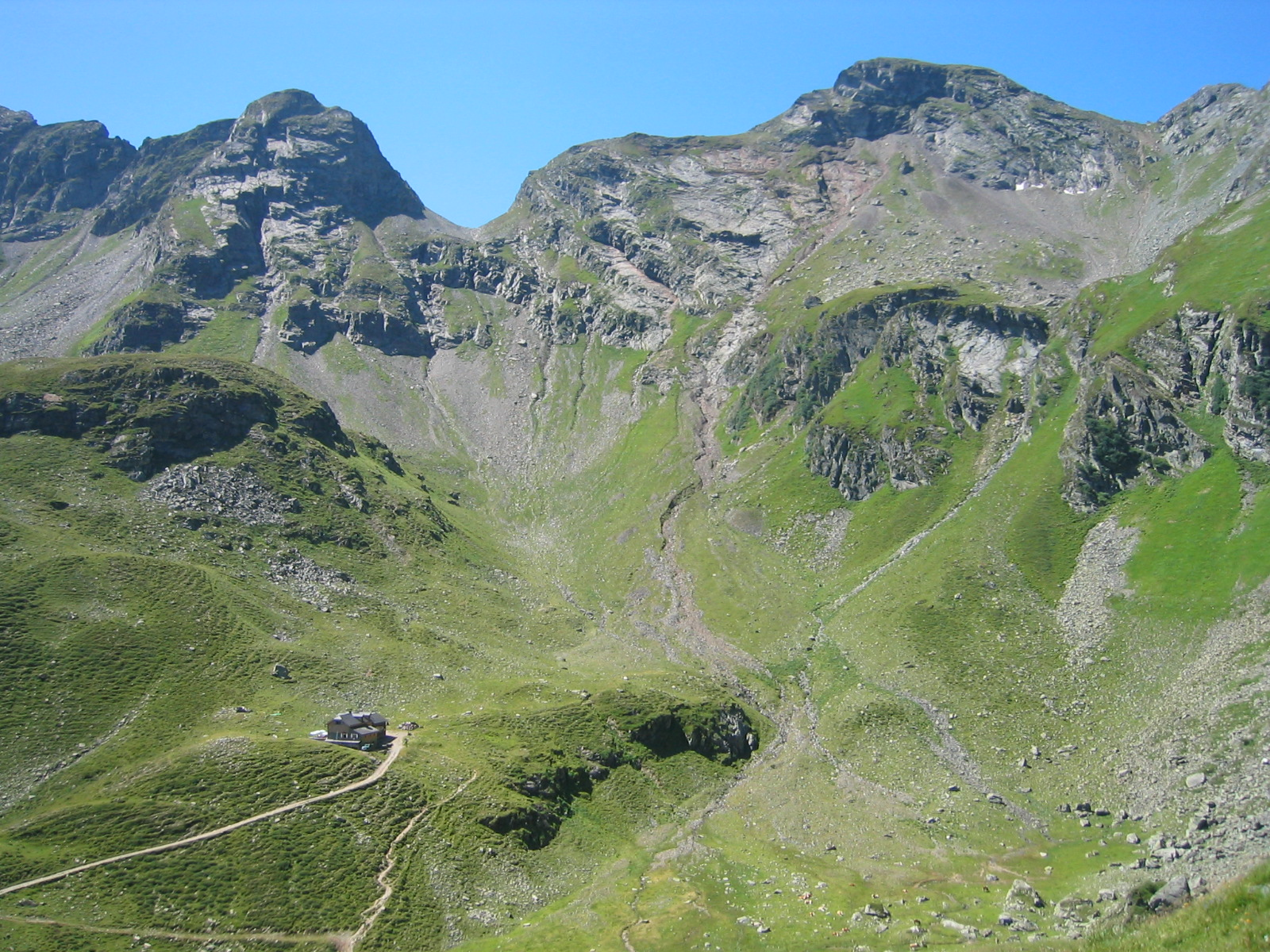
Brettscharte (links) und Zinkwand (rechts) über der Keinprechthütte

Die Zinkwand liegt am Tauernhauptkamm im westlichen Teil der Schladminger Tauern und trennt das steirische Obertal (Gemeinde Schladming) vom Lungauer bzw. Salzburger Znachtal (Gemeinde Weißpriach). Der Gipfel bildet den Mittelpunkt einer Nordwest-Südost-verlaufenden Gratschneide, die von den Vetternspitzen (2524 m) zum Graunock (2477 m) zieht. Die zwischen Holzscharte (ca. 2360 m) und Brettscharte (2236 m) gelegene Zinkwand wird im Westen vom Knappenkar, im Nordosten vom Schnabelkar und im Südosten vom Zinkenkarl gesäumt. Rund um den Berg liegen mehrere aufgelassene Bergbaustollen, von denen jene durch die Zinkwand (Zinkwandstollen) als Schaustollen aufbereitet wurden. Als Stützpunkt kann die nordöstlich gelegene Keinprechthütte (1872 m) dienen.

## Geologie
Die Zinkwand und ihre Umgebung gehören dem Schladminger Kristallinkomplex der unterostalpinen Decke an. Die bestimmenden Gesteine sind migmatische Paragneise bzw. Glimmerschiefer mit Einlagerungen vulkanischen Ursprungs.
Die schwefelkiesreichen Schiefergesteine sind vielerorts rotbraun aufgewittert und werden im Bergmännischen als Branden bezeichnet. An der Zinkwand finden sich vier Scharungen von Branden und Karbonatgängen. An sie ist das Auftreten der abbaurelevanten Nickel- und Kobalterze gebunden. Die Entstehung der Lagerstätte geht auf hydrothermale Einflüsse zurück;  Durch Aufreißen der metamorphen Schiefer im Zuge erneuter Gebirgsbildungsvorgänge im Tertiär entstanden senkrecht zur Schichtung Spalten, durch die kohlensäure-, arsen- und metallhaltiges Wasser empordringen konnte. Die Erzlager entlang der Scharungen sind kugelförmig angelegt und nicht zusammenhängend gangförmig, was einen Abbau wesentlich erleichtert hätte.
Aufgrund des historischen Bergbaugeschehens (siehe Bergbau) stand der Berg lange im Fokus des geologischen und mineralogischen Interesses. 1874 etwa beschrieb Johann Rumpf die Mispickel des Gebiets. Viele bedeutende Fundstücke befinden sich heute im Ausland. Insgesamt wurden an der Zinkwand mehr als 70 verschiedene Minerale festgestellt. Fritz Pribitzer unterschied 1956 folgende primär entstandene Gruppen:
| - Nickelerze - Chloanthit - Rammelsbergit - Nickelin (Rotnickelkies) - Maucherit - Breithauptit - Kobalterze - Skutterudit - Safflorit - Cobaltit - Linneit | - Eisenerze - Arsenopyrit - Löllingit - Pyrrhotin - Pyrit - Hämatit - Kupfererze - Chalkopyrit - Tennantit - Cuprit - „Kupfer(II)-oxid“ | - Arsenerze - Arsen (gediegen) - Allemontit (Gemenge aus Stibarsen, Arsen und/oder Antimon) - Wismuterze - gediegen Wismut - Bismuthinit - Wismutfahlerz - Bleierze - Galenit - Zinkerze - Sphalerit | - Zinnerze - Kassiterit - Titanerz - Titanit - Rutil |

## Bergbau

Bergknappe im Schladminger Stadtwappen

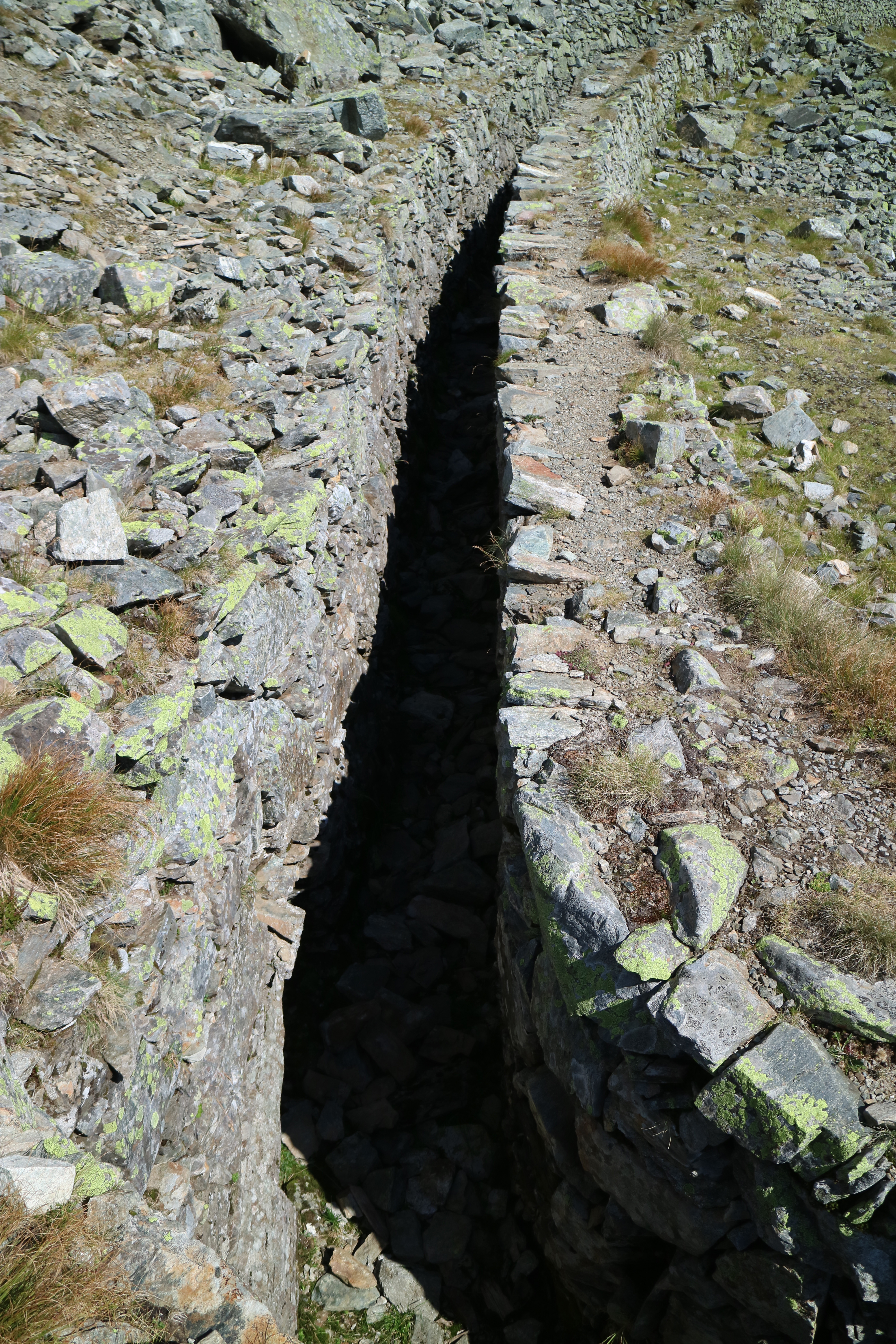
Schneekrägen wie dieser boten den Knappen auch im Winter einen sicheren Zugang zu den Stollen.

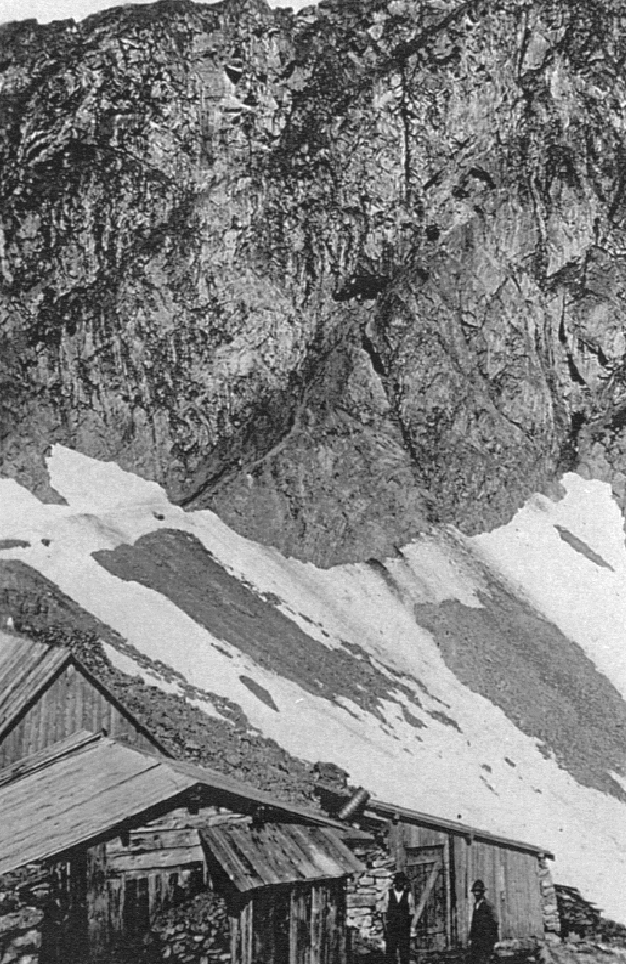
Bergbauanlagen im Knappenkar mit Zinkwand um 1920

Die Zinkwand ist Teil eines ehemaligen Bergbaugebiets, das in der Literatur als Zinkwand-Vettern (älter als Zinkwand-Vöttern) bezeichnet wird. Dazu gehörte neben den Erzadern der Zinkwand vor allem das Vetternkar. Zahlreiche Mundlöcher und verfallene Knappenhäuser zeugen von der jahrhundertelangen Bergbautätigkeit. Hinsichtlich der abgebauten Rohstoffe lassen sich für die Zinkwand drei Perioden unterscheiden:
1. Silber-, Kupfer- und Bleibergbau: bis ins 17. Jahrhundert
2. Kobaltbergbau: Anfang des 17. Jahrhunderts bis ins 18. Jahrhundert
3. Nickelbergbau: 1832–1875

Die vielen Stollen, die den Berg regelrecht durchlöchern, können aufgrund mangelnder Dokumente nicht genau datiert werden. Historisch gesichert ist das Bergbaugeschehen an der Zinkwand ab dem 13. Jahrhundert, die ältesten Spuren deuten jedoch auf keltische und römische Aktivitäten hin. Die charakteristischen Farben der gewonnenen Mineralien lassen darauf schließen, dass man den Bergsegen des Gebietes bereits in der Antike erkannte. Abgesehen von den drei Hauptressourcen wurden an der Zinkwand kurzzeitig auch Gold und Quecksilber abgebaut. Ihren Namen verdankt die Zinkwand nicht dem gleichnamigen Metall, das an ihr nie abgebaut wurde, sondern ihrer charakteristischen Form, die an einen Zacken oder Zinken erinnert. In alten Darstellungen ist daher auch der Name Zinkenkogel zu lesen.

### Silberbergbau
Der Silberbergbau erreichte seine Blütezeit im 16. Jahrhundert. Gewonnen wurden dabei in erster Linie silberhaltige Fahlerze in der Silberkluft der Zinkwand. Für die Nickel-, Arsen- und Kobalterze kannte man zu dieser Zeit keine Verwendung und entsorgte sie auf den Halden. Am Höhepunkt des „Silberfiebers“ waren rund 1500 Knappen in 250 Gruben beschäftigt. Sagen berichten vom Übermut der fleißigen Bergarbeiter, der als Gottesstrafe das Versiegen der Rohstoffquellen zur Folge hatte. Tatsächlich führten die Entdeckung Amerikas sowie minderwertige Abbautechnik und sinkende Gold- und Silberpreise zum Niedergang des Bergbaus. Der Schladminger Bauern- und Knappenaufstand trug 1525 sein Übriges bei.
Die Figur des Bergknappen ziert heute noch das Wappen der Stadtgemeinde Schladming.

### Kobaltbergbau
Nach 1700 wurden die Silbervorkommen immer spärlicher und man konzentrierte sich auf den Abbau von Kobalterzen, welche in Form von Smalte Verwendung fanden. Als frischer Bruch ließen sich die Mineralien nur schwer voneinander unterscheiden, weshalb man das Haufwerk zunächst in Gruben lagerte, wo es sich durch den Atmosphäreneinfluss verfärbte. Auf diese Weise sortierte man die karminroten Kobalterze aus und warf den Rest auf die Halden. Ab 1763 geschah dies unter der Obhut von Johann Eyselsberg. Danach wurden die Kobalterze nach Gloggnitz transportiert und in der dortigen Blaufarbenfabrik verarbeitet, ehe 1816 Absatzschwierigkeiten für das Kobalt entstanden und man den Betrieb einstellen musste.

### Nickelbergbau
Die Gewinnung von Nickel begann bereits während des Kobaltabbaus. Dabei wurde das Nickel nach Ansammlung in einer Arsen- oder Schwefelverbindung (Speise) durch Röstprozesse metallisch gewonnen. 1832 erwarb der Chemiker Freiherr Johann Rudolf Ritter von Gersdorff (1782–1849) die Gruben an und um die Zinkwand und revitalisierte den zuvor stillgelegten Bergbau. Das von ihm entdeckte schwefelhaltige Nickelerz Gersdorffit wurde 1847 erstmals als neues Mineral beschrieben. Die Entdeckung großer Nickelvorkommen in Neukaledonien machte den Bergbau in den Schladminger Tauern erneut konkurrenzunfähig. Der Wiener Börsenkrach versetzte dem Bau 1873 schließlich den Todesstoß.
In der Zwischenkriegszeit wurde der Bergbau noch einmal für kurze Zeit revitalisiert, erwies sich aber nicht als rentabel. Eine groß angelegte geologische Untersuchung durch Gustav Hießleitner ergab 1929, dass die Lagerstätten größtenteils ausgebeutet seien und kein Potenzial für weiteres Schürfen bestehe.

## Touristische Erschließung

### Stollenlehrpfad

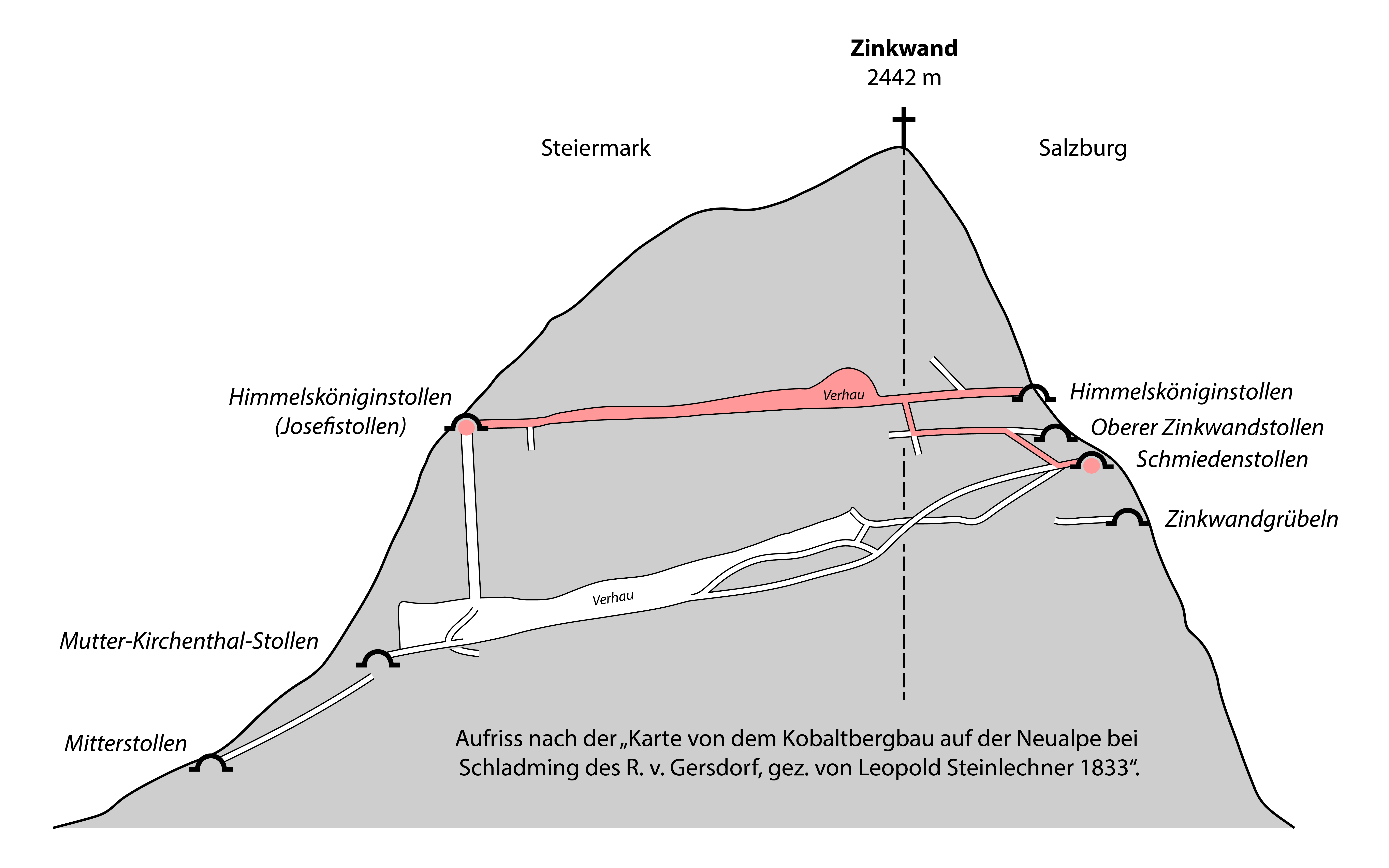
Die Stollen durch die Zinkwand nach einer Skizze von 1833: Der heutige Stollenlehrpfad (rot) verläuft großteils durch den Himmelsköniginstollen.

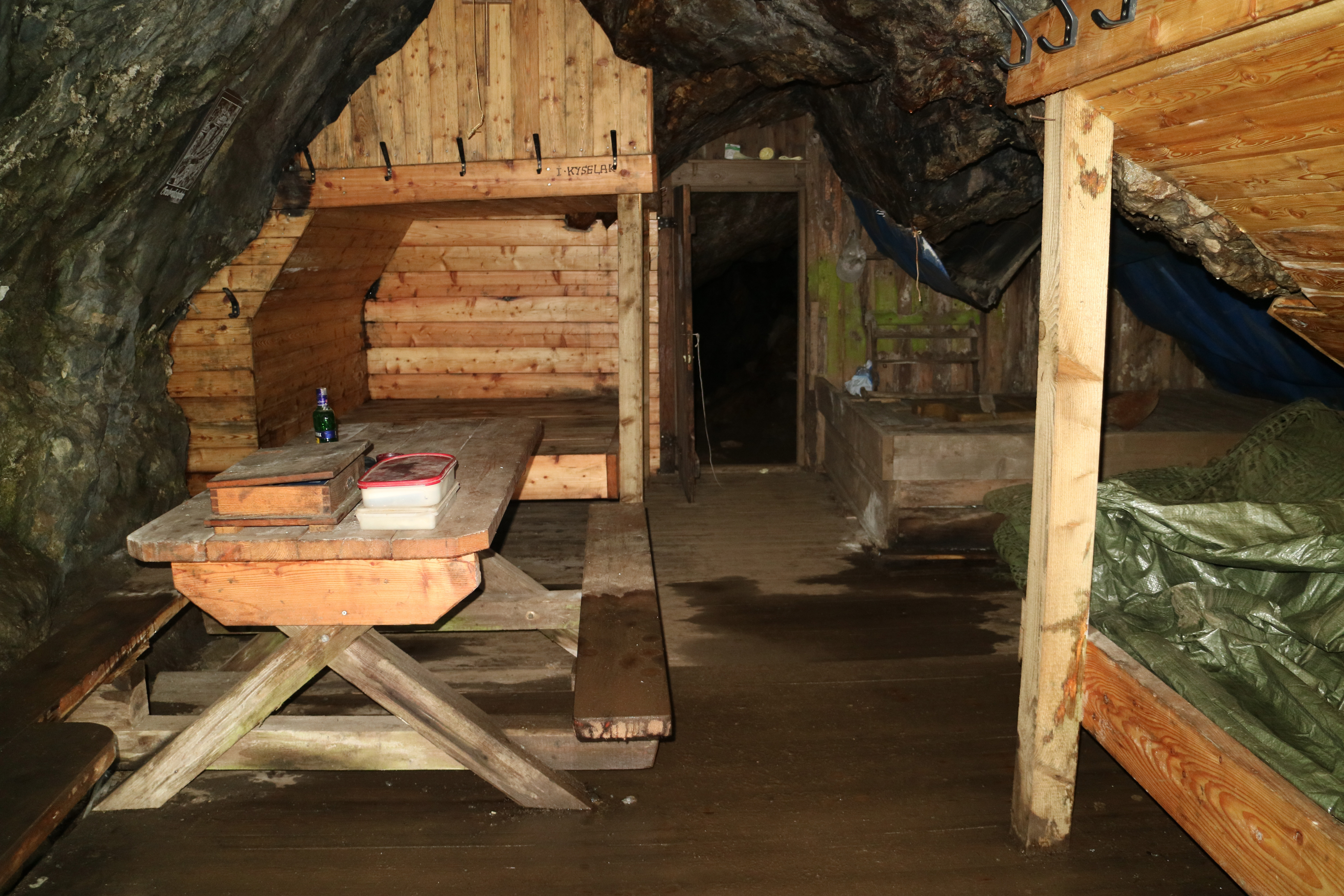
Rekonstruierte Knappenstube

Die Höhlengruppe Schladming des ÖAV errichtete 1984 mit dem Schladminger Rotary Club einen Lehrpfad, der erstmals eine Durchquerung der Zinkwand für Wanderer ermöglichte. Eine Zeitlang wurden Führungen durch den Berg angeboten, dessen Inneres bereits mit einem Emmentaler verglichen wurde. Der Stollenlehrpfad beginnt auf Lungauer Seite mit zwei Informationstafeln an der Ruine eines Knappenhauses. In unmittelbarer Nähe liegt ein mehrere Meter langer Schneekragen aus Trockenmauerwerk, der mit Holzbrettern bedeckt, einen lawinensicheren Zugang zur Wand bot. Der Eingang in den Stollen erfolgt durch die ehemalige Knappenschmiede. Danach müssen zwei mit Leitern erschlossene Steilstufen überwunden werden und man erreicht den Himmelsköniginstollen, der den Berg zur Gänze durchquert. Rechterhand gelangt man in die rekonstruierte Knappenstube, die im Notfall als Biwak dienen kann. Eine Tür führt zu einem Ausguck. Der weitere Weg zum steirischen Stolleneingang erfolgt einigermaßen eben vorbei an einem hölzernen Toilettenhäuschen. Kurz vor dem Ausgang erreicht der Gang eine Engstelle, die in geduckter Haltung leicht passierbar ist.
Eine Stollendurchquerung von der Lungauer Seite aus hat den Vorteil, dass die Leitern so im Aufstieg überwunden werden. Unbedingt erforderlich für die nur rund viertelstündige Durchquerung sind eine Stirnlampe und gegebenenfalls ein Helm. Die Orientierung im Stollen wird durch Schilder erleichtert.

### Zustieg
Der Zustieg zum Zinkwandstollen vollzieht sich wahlweise von der Keinprechthütte (1 Stunde), von der Ignaz-Mattis-Hütte (2 Stunden) oder aus dem Weißpriachtal (3½ Stunden). Alle drei Anstiege sind unmarkiert und relativ mühsam. Von der Keinprechthütte erfolgt der Aufstieg steil durch das so genannte Knappenrinndl. Der Weg von der Ignaz-Mattis-Hütte führt durch das Vetternkar, ab den Knappenseen weglos zur Vetternscharte (ca. 2420 m) und leicht absteigend in den Lungau durch das Knappenkar (Knappenkarsee). Der letzte Zustieg zum Stolleneingang erfolgt vom Schneekragen steil empor über ein ausgesetztes Felsband, das mit einem Seil versichert ist. Zudem muss eine Leiter überwunden werden.

### Gipfelbesteigung
Das Gipfelkreuz auf der Zinkwand wird eher selten besucht. Die gängigsten Aufstiege erfolgen jeweils unmarkiert aus der Holzscharte (Zugang vom steirischen Stolleneingang) über den Nordwestgrat (Stellen I) oder aus der Brettscharte über den Ostgrat (I). Ab der Keinprechthütte ist jeweils mit 1½ Stunden zu rechnen. Schwindelfreiheit ist für eine Gipfelbesteigung unerlässlich.

## Bilder

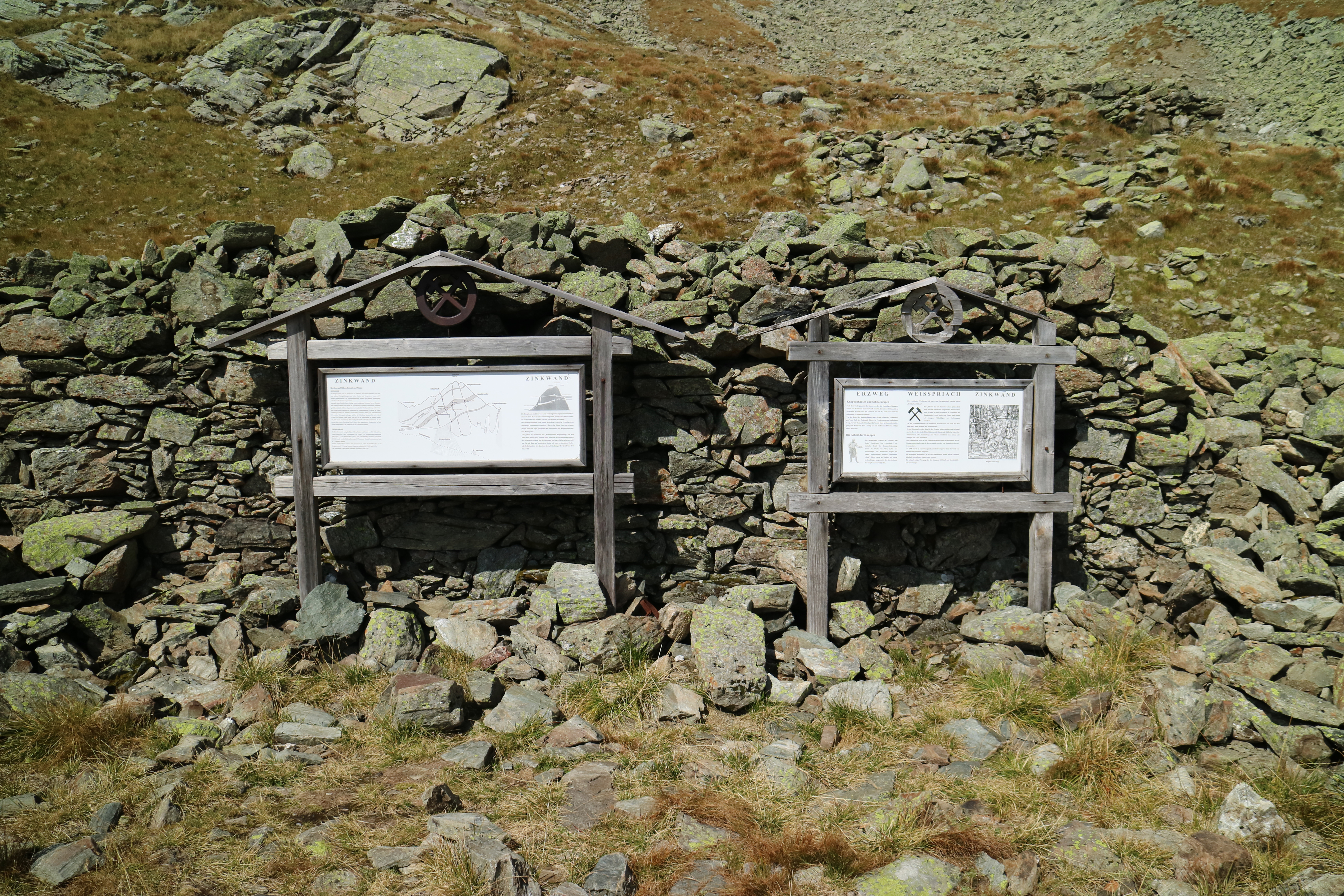
Informationstafeln vor verfallenem Knappenhaus im Knappenkar
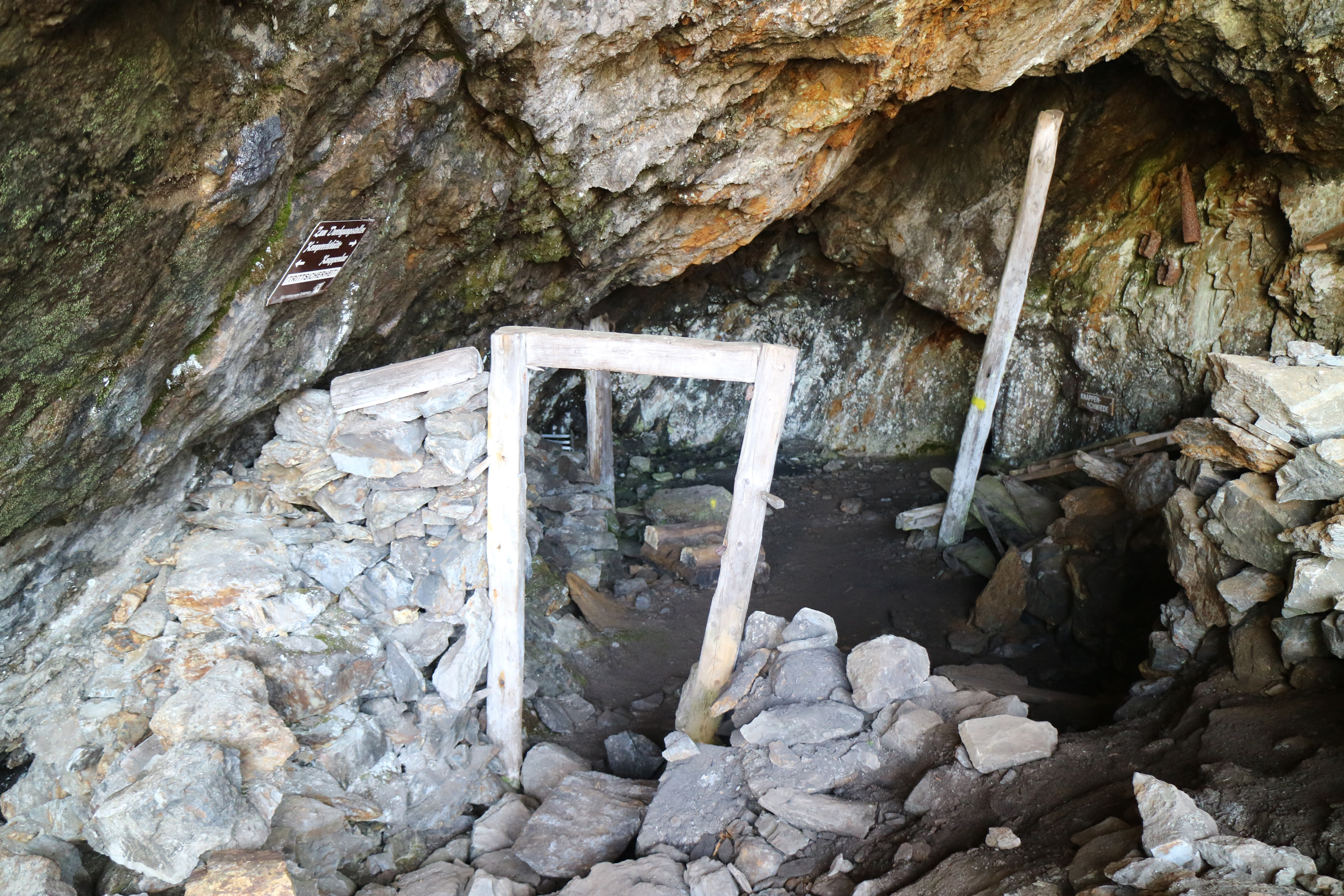
Lungauer Stolleneingang mit verfallener Knappenschmiede
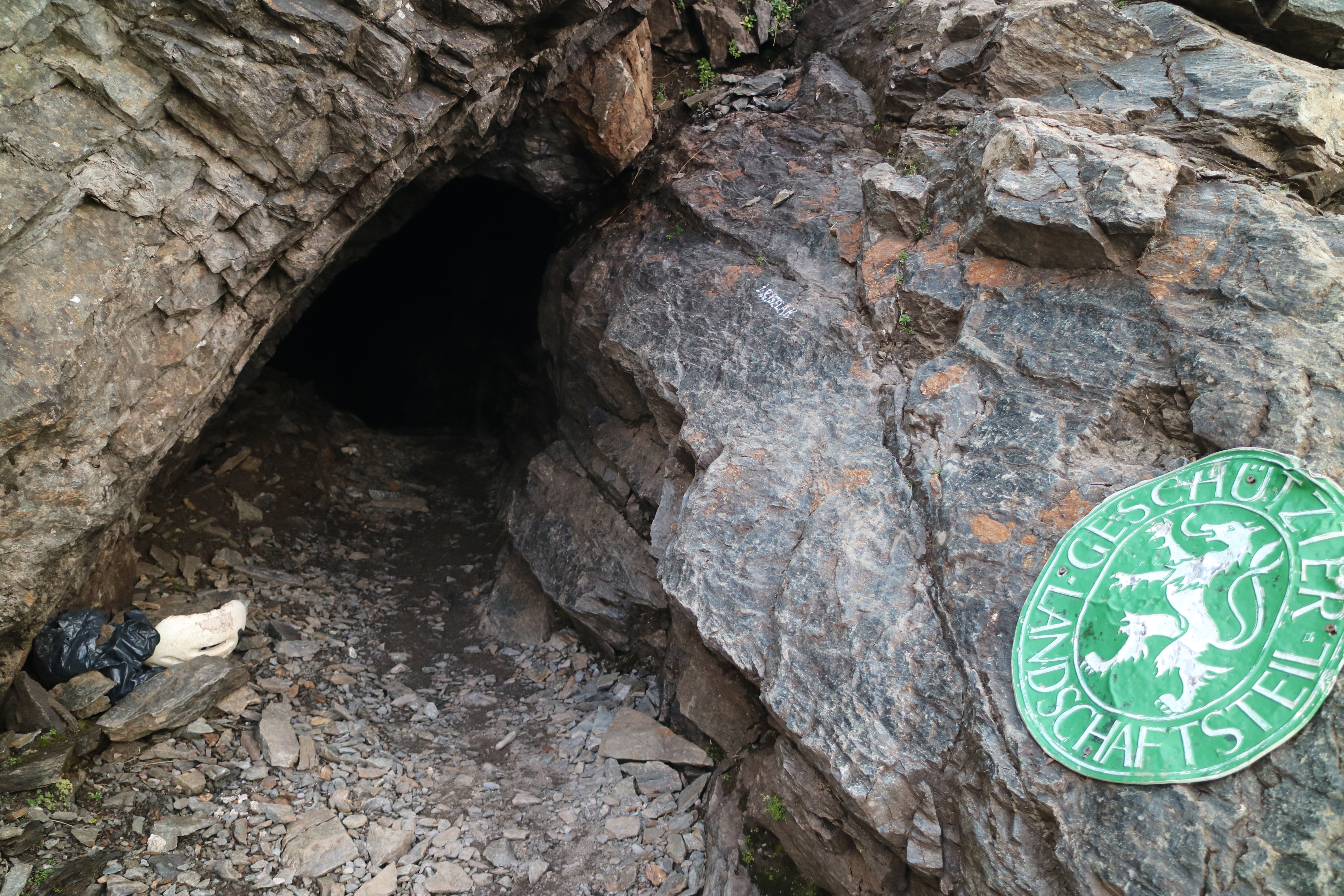
Steirischer Stolleneingang
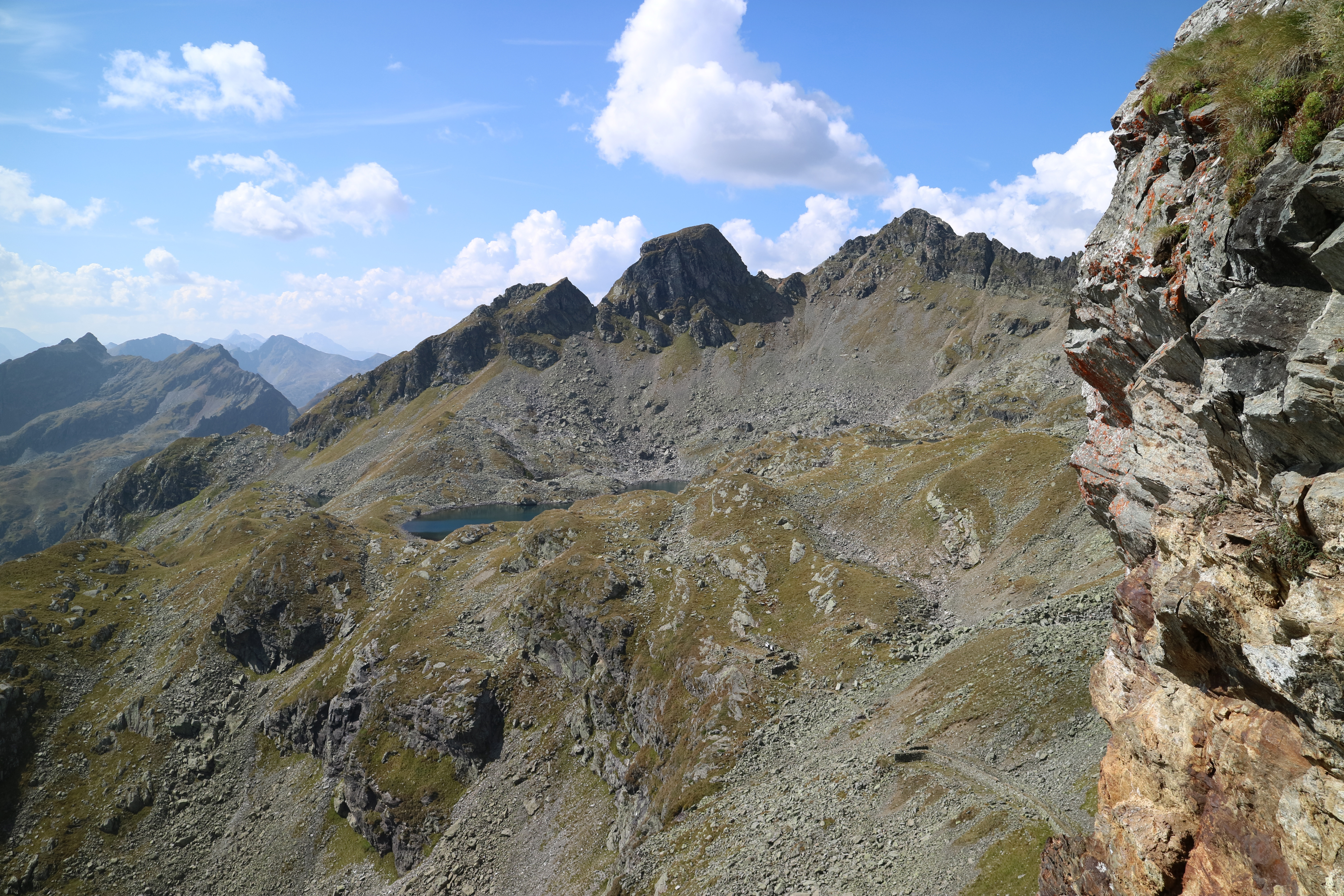
Blick vom Stollenausguck zum Knappenkarsee
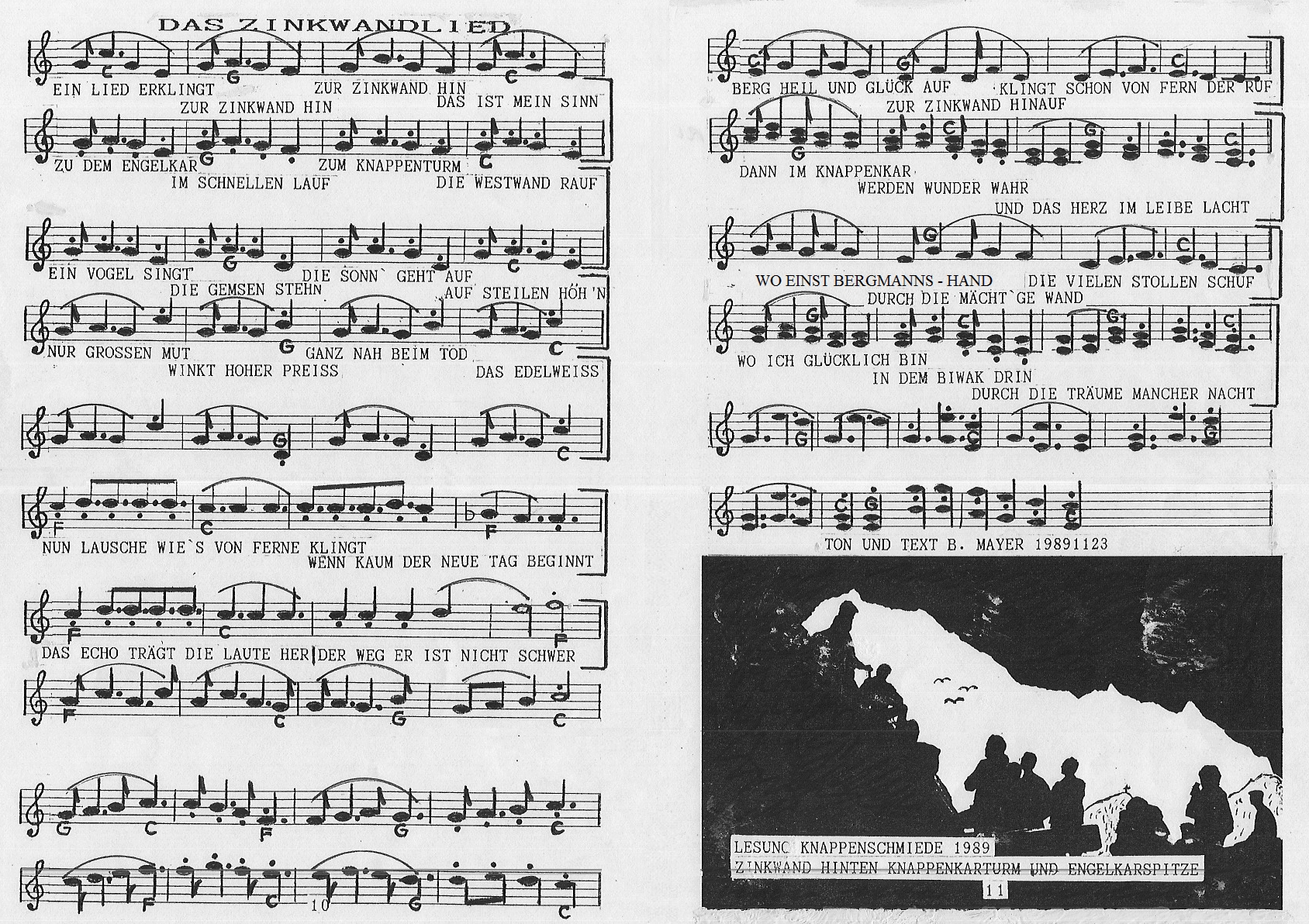
Zinkwandlied (1989)
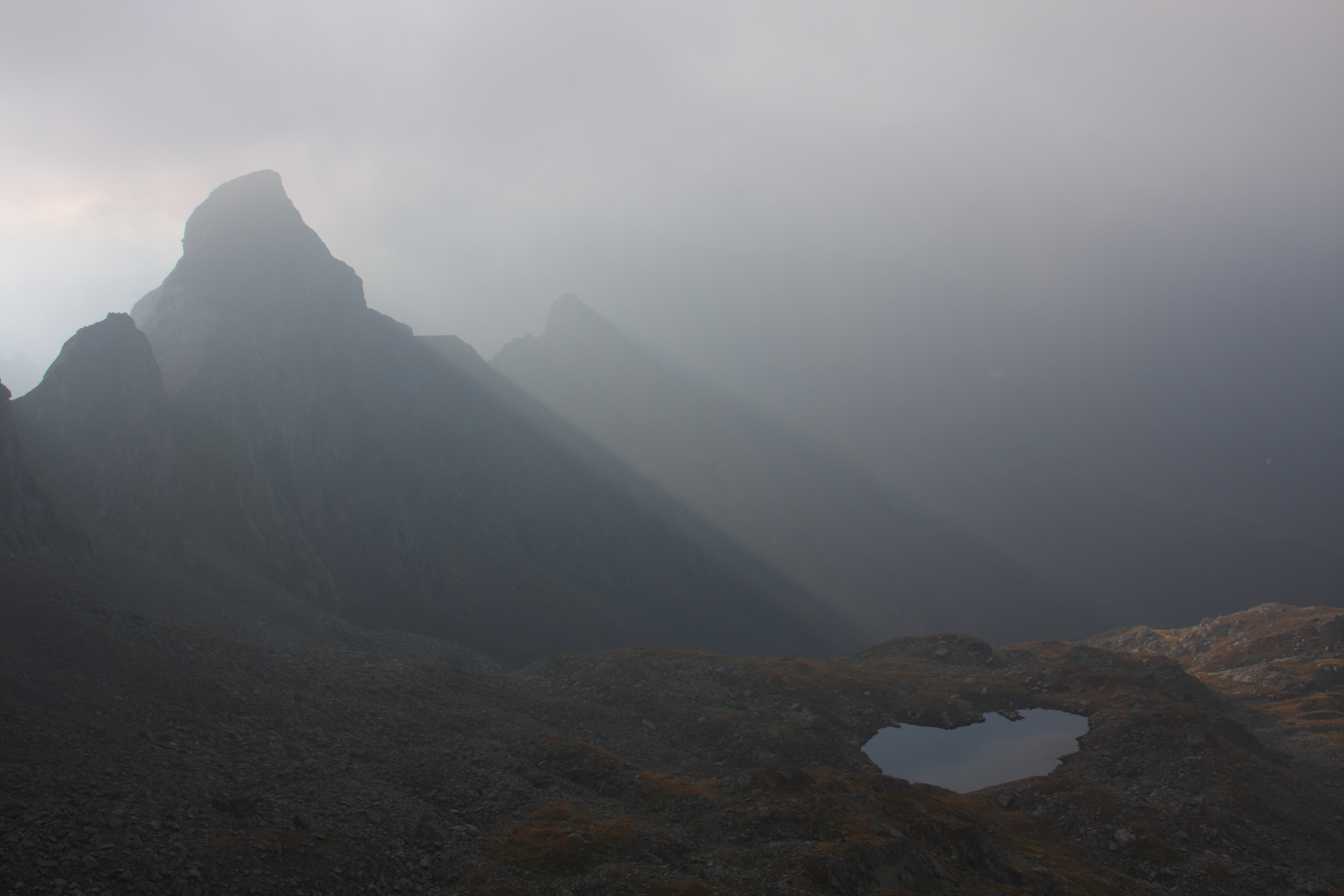
Knappenkarsee
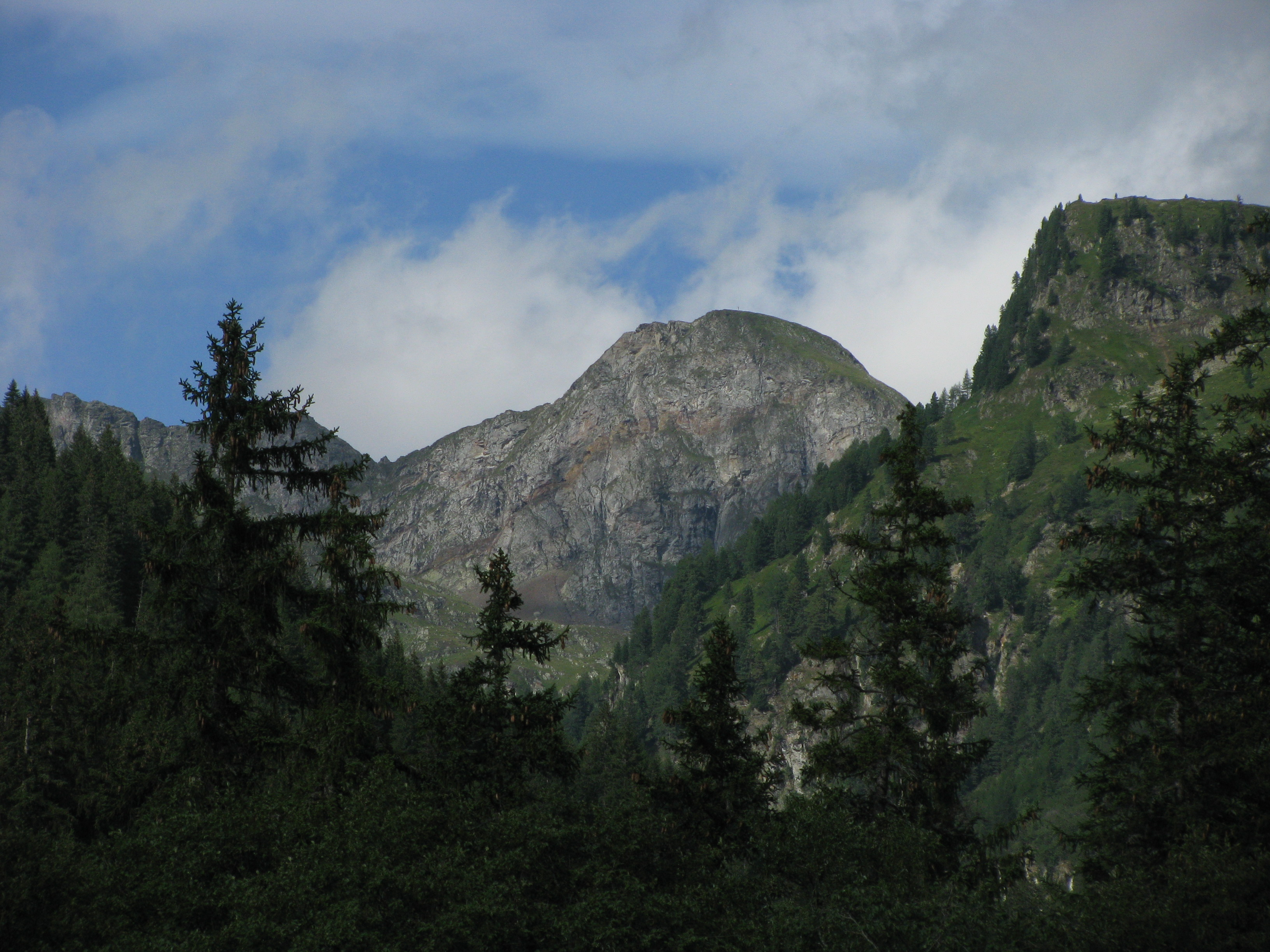
Zinkwand von Süden (Znachtal / Weißpriachtal) aus, deutlich ist ein rötliches Band erzreicher Branden erkennbar